# Heartbreaker (canção de Justin Bieber)
"Heartbreaker" é uma canção gravada pelo cantor e compositor canadense Justin Bieber. Foi lançado em 07 de outubro de 2013, Foi composta e produzida por T-Minus, Maejor Ali, e Chef Tone, com o auxílio na escrita pelo próprio cantor ao lado de Xavier Smith. A canção é o primeiro da série Music Mondays de Bieber, onde vai lançar um novo single a cada semana pelas 10 semanas até 16 de Dezembro de 2013.

## Composição
Sobre o significado da canção Justin disse:
| “ | É uma música para as pessoas que estão passando por um término de relação, como eu passei quando eu a escrevi. A canção significa muito para mim. É ser capaz de compartilhar o que eu estava, e ainda estou passando, com os meus fãs. Estou muito orgulhoso desta canção e eu espero dar os meus fãs algumas dicas sobre o meu coração. | ” |

## Lançamento
Justin Bieber confirmou a faixa como single a 03 de Junho de 2013 através da sua conta no Twitter.

## Recepção da crítica
Após o lançamento, "Heartbreaker" recebeu críticas mistas dos críticos de música. Amy Sciarretto de PopCrush deu a canção 3 de 5 estrelas, afirmando que "pode ser a sua canção mais honesta", no entanto "não era tão cativante", como nada em seu catálogo. Sciarretto criticou a palavra falada de monólogo da canção, descrevendo-o como "um pouco hipócrita", e afirmou que "não fez muito gel" e afirmou a entrega era "um pouco fora", Bieber no entanto elogiou a letra da canção "bruta" e para a abertura. James Shotwell do Under the Gun Review chamou a canção de "sensual" e afirmou que Bieber foi "mais suave do que nunca", porém afirmou que não foi "vendido" sobre o tema da música e que ainda encontrou Bieber faltando maturidade.

## Desempenho nas tabelas musicais

### Posições
| Tabela musical (2013)                                  | Melhor posição |
| ------------------------------------------------------ | -------------- |
| Alemanha (Media Control Charts)                        | 32             |
| Austrália (ARIA Charts)                                | 30             |
| Áustria (Ö3 Austria Top 40)                            | 18             |
| Bélgica (Ultratop 50 de Flandres)                      | 8              |
| Bélgica (Ultratop 40 da Valônia)                       | 15             |
| Canadá (Canadian Hot 100)                              | 15             |
| Coreia do Sul (Gaon Music Chart)                       | 4              |
| Dinamarca (Tracklisten)                                | 1              |
| Escócia (The Official Charts Company)                  | 21             |
| Espanha (Productores de Música de España)              | 4              |
| Estados Unidos (Billboard Hot 100)                     | 9              |
| Finlândia (IFPI Finlândia)                             | 1              |
| França (Syndicat National de l'Édition Phonographique) | 26             |
| Hungria (Magyar Hanglemezkiadók Szövetsége)            | 12             |
| Irlanda (Irish Recorded Music Association)             | 12             |
| Itália (Federazione Industria Musicale Italiana)       | 7              |
| Noruega (VG-lista)                                     | 5              |
| Nova Zelândia (NZ Top 40 Singles)                      | 21             |
| Países Baixos (MegaCharts)                             | 5              |
| Reino Unido (UK Singles Chart)                         | 14             |
| Suécia (Sverigetopplistan)                             | 47             |